# Chapman stick

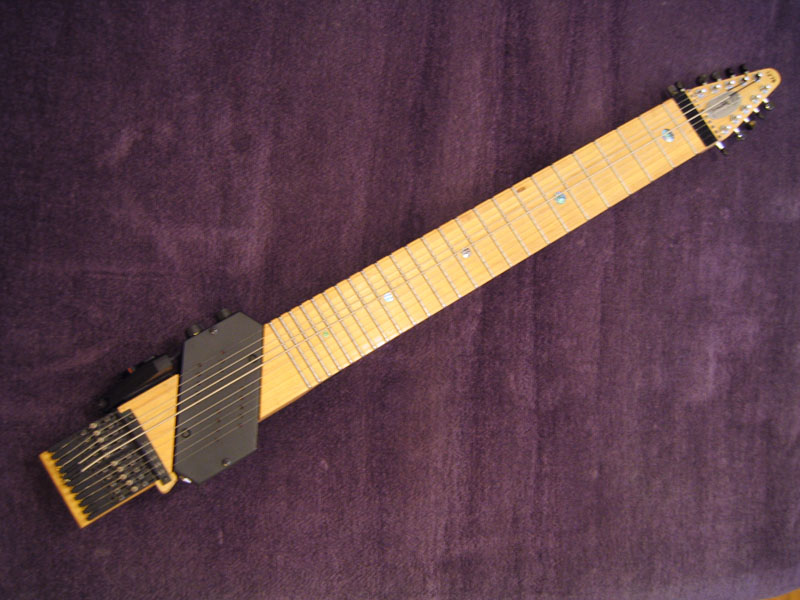
10-strunowy Chapman stick

Chapman stick – elektryczny instrument muzyczny, strunowy, gryfowy. Wywodzi się od gitary i gitary basowej, pokrewny jest z Warr guitar. Charakteryzuje się znacznie większą skalą niż gitara elektryczna lub basowa.
Technika gry na tym instrumencie wywodzi się od tappingu oburęcznego, tj. struny pobudzane są do drgania poprzez przyciśnięcie struny do podstrunnicy, nie wydaje się dźwięków poprzez szarpanie struny kostką lub palcami. Zazwyczaj prawą ręką  gra się na strunach basowych, ręką lewą na wiolinowych.
Instrument został skonstruowany przez Emmetta Chapmana na początku lat 70. XX wieku. Pierwszy model produkcyjny powstał w 1974.

## Modele
- The Stick (10 strun, 5 melodycznych + 5 basowych)
- Grand Stick (12 strun, 6 melodycznych + 6 basowych)
- Stick Bass (SB8) (8 strun, 4 melodyczne + 4 basowe)
- NS/Stick (8 strun, 34–calowa menzura)
- Stick XG (tradycyjny 10-strunowy stick wykonany z kompozytu węglowego)
- Alto Stick (10 strun, 5 melodycznych + 5 basowych, krótsza menzura (26,5 cala), ma sugerować uzyskanie efektu gitary elektrycznej)

Nowsze instrumenty The Stick, Grand Stick i Stick Bass mają menzurę 36 cali, starsze egzemplarze natomiast 34 cale.

## Serie limitowane

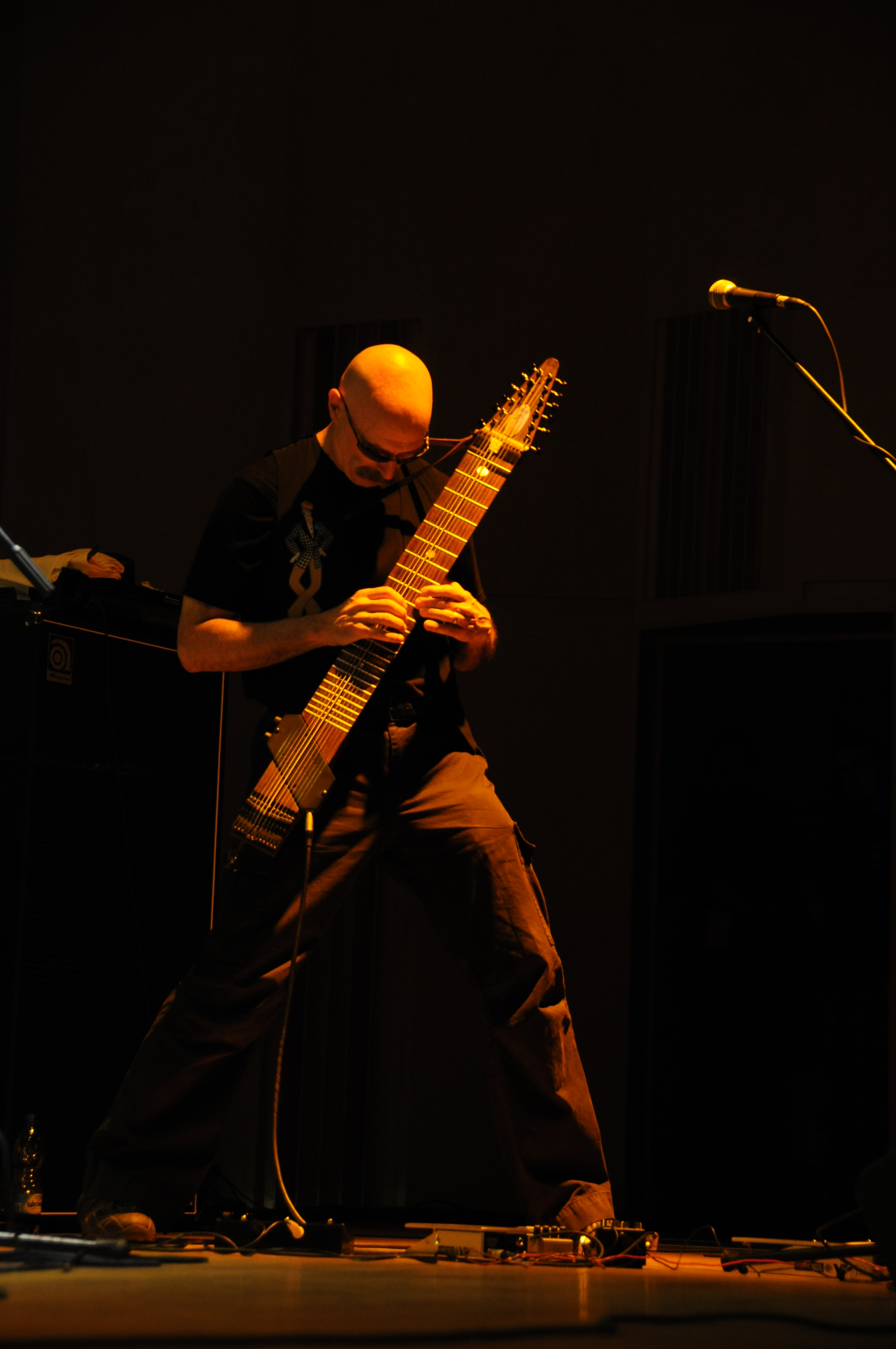
Tony Levin grający na chapman stick, 2008

- The Acoustick – akustyczna wersja Chapman Stick wykonana na potrzeby Boba Culbertsona[1]
- 10 – strun Grand Stick – szerszy gryf.
- StickXBL – prototyp Stick wykonany z kompozytów

## Muzycy grający na chapman stick
- Nick Beggs[2]
- Trey Gunn[3][4]
- Alphonso Johnson[5]
- Tony Levin[6]
- Sean Malone[7]
- John Myung[8]
- Pino Palladino[9]
- Phil Soussan[10]
- Carrie Melbourne[11]